# Симон Марей
Симон Марей (на френски: Simone Mareuil (френски произношение: [simɔn maʁøj] (25 август 1903 – 24 октомври 1954) е френска актриса.

## Биография
Симон с рождено име Мери Луиз Симон Ваши е родена в Перигьо, Дордон, Франция. Участва в редица филми, като най-известният е „Андалуското куче“ (1929) на Луис Бунюел . Тя е втората съпруга на актьора Филип Ерд.
След Втората световна война тя се завръща в Перигьо, където изпада в дълбока депресия. Самоубива се чрез самозапалване.

## Филмография
- 1924 г. Сянката на щастието
- 1924 г. Галерия на чудовища
- 1925 г. Джентълменът с Пръстена
- 1926 г. Скитникът евреин
- 1927 г. Асо покер
- 1927 г. Малко шоколад
- 1927 г. Испанска метла
- 1929 г. Прасковена кожа
- 1929 г. Модерна фея
- 1929 г. Дамите в зелените шапки
- 1929 г. Андалуското куче
- 1930 г. Нашите майстори слуги
- 1931 г. Полски евреин
- 1931 г. Сърцето на Париж
- 1933 г. Мис Елиет
- 1933 г. Ограничен брак
- 1933 г. Наследникът на Бал Табара
- 1936 г. Любовникът на Мадам Видал
- 1940 г. На сушата